# Ягубовский сельсовет
Ягубовский сельсовет — сельское поселение в Бутурлинском районе Нижегородской области Российской Федерации.
Административный центр — село Ягубовка.

## История
Статус и границы сельского поселения установлены Законом Нижегородской области от 15 июня 2004 года № 60-З «О наделении муниципальных образований - городов, рабочих посёлков и сельсоветов Нижегородской области статусом городского, сельского поселения».
Законом Нижегородской области от 28 августа 2009 года № 128-З, сельские поселения Кетросский сельсовет и Ягубовский сельсовет были преобразованы, путём их объединения, в сельское поселение Ягубовский сельсовет.

## Население
| 2002  | 2010  | 2012  | 2013  | 2014  | 2015  | 2016  |
| ----- | ----- | ----- | ----- | ----- | ----- | ----- |
| 2830  | ↘2136 | ↘2062 | ↘1992 | ↘1957 | ↘1888 | ↘1830 |
| 2017  | 2018  | 2019  | 2020  |       |       |       |
| ↘1795 | ↘1760 | ↘1717 | ↘1674 |       |       |       |

## Состав сельского поселения
| №  | Населённый пункт | Тип населённого пункта       | Население |
| -- | ---------------- | ---------------------------- | --------- |
| 1  | Алтышево         | деревня                      | ↘0        |
| 2  | Большая Якшень   | село                         | ↘272      |
| 3  | Борнуково        | село                         | ↘455      |
| 4  | Возрождение      | посёлок                      | ↘2        |
| 5  | Кетрось          | село                         | ↘316      |
| 6  | Княж-Павлово     | село                         | ↘77       |
| 7  | Малая Якшенка    | деревня                      | ↘54       |
| 8  | Малиновка        | деревня                      | ↘23       |
| 9  | Малые Горки      | деревня                      | ↗8        |
| 10 | Наумово          | село                         | ↘1        |
| 11 | Пергалей         | село                         | ↘293      |
| 12 | Поляны           | село                         | ↘29       |
| 13 | Пузыриха         | село                         | ↘25       |
| 14 | Сурадеево        | село                         | ↘115      |
| 15 | Чембасово        | село                         | ↘82       |
| 16 | Ягубовка         | село, административный центр | ↘384      |